# Winter Game 2013
Match suivant

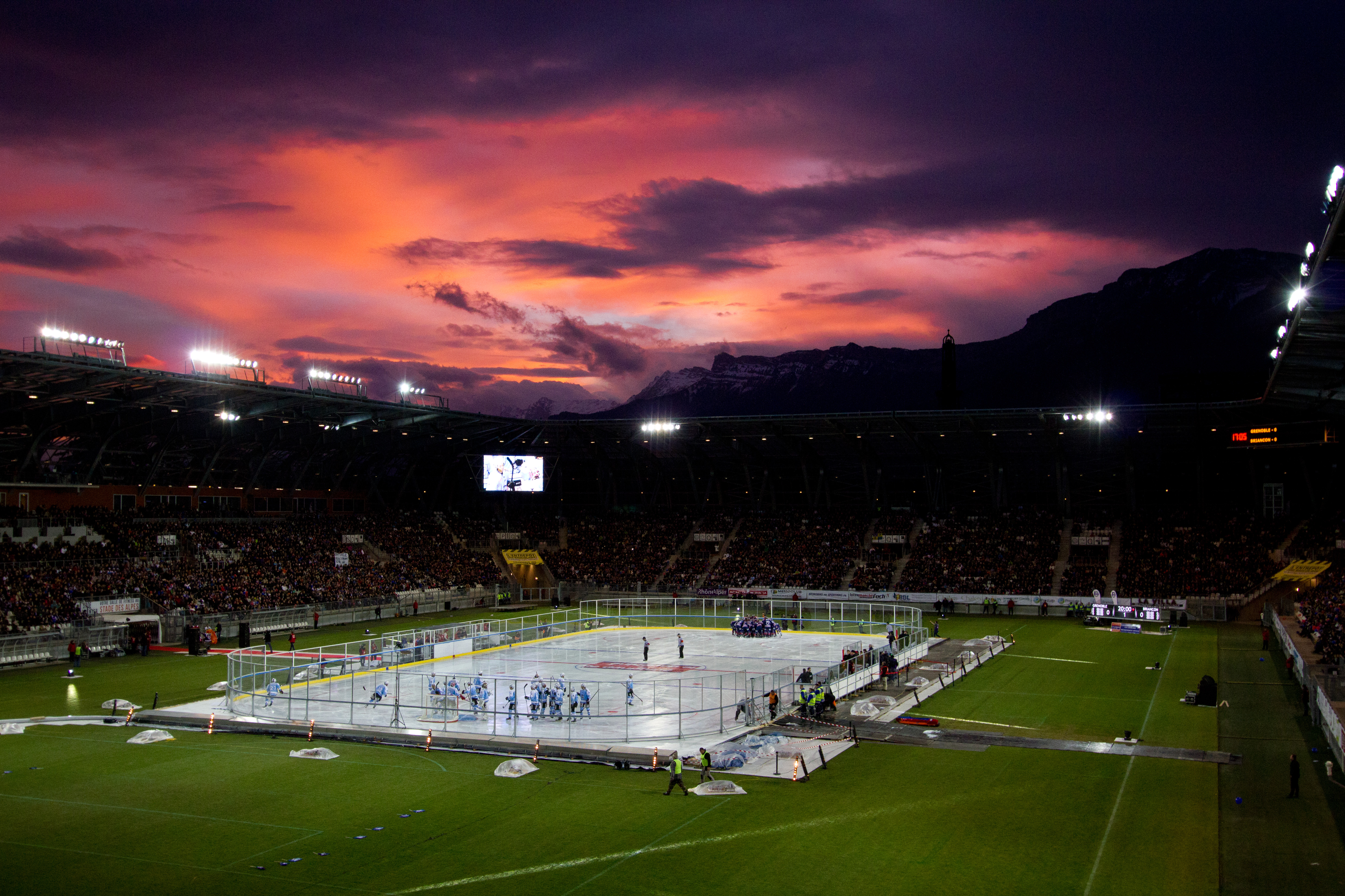
Le Winter Game a quelques instants avant le début du match

Le Winter Game est un match de hockey sur glace exceptionnel joué au Stade des Alpes le 22 décembre 2013 et qui a vu s'opposer les Brûleurs de Loups de Grenoble aux Diables Rouges de Briançon. Comptant pour la 15e journée de Ligue Magnus 2013-2014, il est le premier évènement de ce genre organisé en France. 19 767 spectateurs sont présents, un record historique pour la Ligue Magnus, dépassé une seule fois lors du Winter Game 2016.

## Contexte du match
Le match opposant Grenoble à Briançon compte pour la quinzième journée de ligue Magnus. Au match aller, Grenoble s'est imposé 0-2 à la patinoire René-Froger (buts de Bedin et Petit) . Les deux équipes se sont aussi rencontrés dans le cadre des matchs de poule de la Coupe de la Ligue. À deux reprises, les Brûleurs de Loups se sont imposés face aux diables rouges : 8-1 puis 3-7.
Les Grenoblois connaissent cependant une période difficile après des éliminations en Coupe de France et Coupe de la Ligue. En Ligue Magnus, les résultats ne sont pas meilleurs : sur les huit matchs précédents, ils n'en ont gagné qu'un seul. De son côté, Briançon est en meilleure forme avec cinq victoires sur les six précédents matchs en ligue Magnus. Avant ce match, Briançon occupe la 2e place du classement et Grenoble la 8e place du championnat.
Briançon, nettement meilleur, s'imposera sur le faible score de 5-4 grâce une incroyable remontée des BDL et une tension maximale jusqu'aux dernières secondes.

## Feuille de match
|  | Bruleurs de Loups | 4-5 (0-2, 2-2, 2-1) | Diables rouges de Briançon | Stade des Alpes |

| Feuille de match                                         | Feuille de match | Feuille de match                    | Feuille de match | Feuille de match                                                              |
| -------------------------------------------------------- | --- | ----------------------------------- | --- | ----------------------------------------------------------------------------- |
|                                                          | - Lafrance (Petit, Treille) — 21 min 15 s (2 SN) Selan (Šivic, Treille) — 22 min 15 s (SN) - Charland (Lafrance, Treille) — 57 min 27 s Charland (Tardif, Petit) — 58 min 38 s | 0-1 0-2 1-2 2-2 2-3 2-4 2-5 3-5 4-5 | Kearney (Labrecque, Bisaillon) — 13 min 19 s (2 SN) Labrecque (Goličič) — 13 min 23 s (2 SN) - Goličič (Crowley, Kearney) — 26 min 45 s Ankerst (Jensen, Chakiachvili) — 35 min 1 s Raux (Kearney) — 51 min 50 s - - | Arbitrage : Bruno Colleoni et Nicolas Barbez Pierre Dehaen et Gwilherm Margry |
| Sébastien Raibon (40 min) Antoine Bonvalot (17 min 34 s) | Gardiens | Ronan Quemener                      | | Arbitrage : Bruno Colleoni et Nicolas Barbez Pierre Dehaen et Gwilherm Margry |
| 41 min                                                   | Pénalités | 37 min                              | | Arbitrage : Bruno Colleoni et Nicolas Barbez Pierre Dehaen et Gwilherm Margry |
| 32                                                       | Tirs | 24                                  | | Arbitrage : Bruno Colleoni et Nicolas Barbez Pierre Dehaen et Gwilherm Margry |

### Pénalités
| Période | Équipe               | Joueur                     | Penalté                                 | Temps  | PIM   |
| ------- | -------------------- | -------------------------- | --------------------------------------- | ------ | ----- |
| 1re     | BDL                  | Stéphane Gervais           | Dureté excessive                        | 10:26  | 2 min |
| 1re     | DR                   | Richie Crowley             | Dureté excessive                        | 10:26  | 2 min |
| 1re     | BDL                  | Yorick Treille             | Faire trébucher                         | 12:03  | 2 min |
| 1re     | BDL                  | Stéphane Gervais           | Accrocher                               | 12:36  | 2 min |
| 1re     | DR                   | Félix Petit                | Attitude antisportive, pénalité de banc | 12:47  | 2 min |
| 1re     | DR                   | Mathieu Le Blond           | Crosse haute                            | 16:47  | 2 min |
| 2e      |                      |                            |                                         |        |       |
| BDL     | Yorick Treille       | Obstruction                | 3:26                                    | 2 min  |       |
| BDL     | Sébastien Delemps    | Dureté excessive           | 10:43                                   | 2 min  |       |
| DR      | Viktor Szélig        | Charge incorrecte          | 19:49                                   | 2 min  |       |
| DR      | Boštjan Goličič      | Obstruction                | 20:00                                   | 2 min  |       |
| 3e      |                      |                            |                                         |        |       |
| BDL     | Pierre-Luc Lessard   | Dureté excessive           | 11:16                                   | 2 min  |       |
| DR      | Dave Labrecque       | Dureté excessive           | 11:16                                   | 2 min  |       |
| DR      | Florian Chakiachvili | Accrocher                  | 16:45                                   | 2 min  |       |
| DR      | Denny Kearney        | Retenir la crosse          | 19:54                                   | 2 min  |       |
| BDL     | Francis Charland     | Dureté excessive (majeure) | 20:00                                   | 5 min  |       |
| BDL     | Francis Charland     | Dureté excessive           | 20:00                                   | 20 min |       |
| DR      | Sébastien Rohat      | Dureté excessive (majeure) | 20:00                                   | 5 min  |       |
| DR      | Sébastien Rohat      | Dureté excessive           | 20:00                                   | 20 min |       |

### Bancs
| #                 |                   | Joueur                            | Position                          |                                   |
| ----------------- | ----------------- | --------------------------------- | --------------------------------- | --------------------------------- |
| 35                |                   | Antoine Bonvalot                  | G                                 |                                   |
| 39                |                   | Sébastien Raibon                  | G                                 |                                   |
| 5                 |                   | Baptiste Amar (C)                 | D                                 |                                   |
| 11                |                   | Maks Selan                        | D                                 |                                   |
| 15                |                   | Stéphane Gervais                  | D                                 |                                   |
| 16                |                   | Pierre-Luc Lessard                | D                                 |                                   |
| 52                |                   | Nicolas Antonoff                  | D                                 |                                   |
| 91                |                   | Jason Crossman                    | D                                 |                                   |
| 10                |                   | Sébastien Delemps                 | A                                 |                                   |
| 13                |                   | Julien Baylacq                    | A                                 |                                   |
| 17                |                   | Félix Petit                       | A                                 |                                   |
| 19                |                   | César Joffre                      | A                                 |                                   |
| 24                |                   | Mitja Šivic                       | A                                 |                                   |
| 26                |                   | Francis Charland                  | A                                 |                                   |
| 75                |                   | Luc Tardif Junior                 | A                                 |                                   |
| 77                |                   | Yorick Treille                    | A                                 |                                   |
| 88                |                   | Mathieu Le Blond                  | A                                 |                                   |
| 89                |                   | Toby Lafrance (C)                 | A                                 |                                   |
| 93                |                   | Joris Bedin                       | A                                 |                                   |
| 94                |                   | Jordann Perret                    | A                                 |                                   |
| Drapeau du Canada | Drapeau du Canada | Entraineur : Jean-François Dufour | Entraineur : Jean-François Dufour | Entraineur : Jean-François Dufour |

| #                 |                   | Player                      | Position                    |                             |
| ----------------- | ----------------- | --------------------------- | --------------------------- | --------------------------- |
| 33                |                   | Ronan Quemener              | G                           |                             |
| 39                |                   | Aurélien Bertrand           | G                           |                             |
| 2                 |                   | Sébastien Bisaillon         | D                           |                             |
| 5                 |                   | Viktor Szélig (A)           | D                           |                             |
| 21                |                   | Mathieu Jestin              | D                           |                             |
| 47                |                   | Richie Crowley              | D                           |                             |
| 57                |                   | Teddy Trabichet (C)         | D                           |                             |
| 62                |                   | Florian Chakiachvili        | D                           |                             |
| 10                |                   | Jaka Ankerst                | A                           |                             |
| 12                |                   | Denny Kearney               | A                           |                             |
| 13                |                   | Thibault Farina             | A                           |                             |
| 19                |                   | Pierre-Antoine Devin        | A                           |                             |
| 20                |                   | Mathieu Frécon              | A                           |                             |
| 23                |                   | Cédric Di Dio Balsamo       | A                           |                             |
| 26                |                   | Thybaud Rouillard           | A                           |                             |
| 27                |                   | Gasper Cerkovnik            | A                           |                             |
| 28                |                   | Damien Raux                 | A                           |                             |
| 38                |                   | Boštjan Goličič             | A                           |                             |
| 42                |                   | Loïc Chapelier              | A                           |                             |
| 85                |                   | Sébastien Rohat (A)         | A                           |                             |
| 91                |                   | Jimmy Jensen                | A                           |                             |
| Drapeau du Canada | Drapeau du Canada | Entraineur : Luciano Basile | Entraineur : Luciano Basile | Entraineur : Luciano Basile |